# 14509 Лученець
14509 Лученець (14509 Lucenec) — астероїд головного поясу, відкритий 9 березня 1996 року.
Тіссеранів параметр щодо Юпітера — 3,501.